# 羅馬椅

羅馬椅上的背部屈伸

羅馬椅（英語：Roman chair），是一件負重訓練器材，主要用於鍛鍊下背，亦可針對臀肌、大腿後肌或腹肌。其設計可勾住雙腿並支撑大腿，讓使用者的上半身可以懸空，做出背部屈伸、卷腹、側屈等動作。